# Kandid ali Optimizem
Kandid ali optimizem je francoska satirična novela, ki jo je napisal Voltaire in je bila prvič objavljena januarja leta 1759.
Kandid je značilna tako zaradi sarkastičnega tona kakor tudi zaradi hitrega odvijanja ter nadvse zapletene zgodbe. Kljub veliko izmišljenim in na videz nemogočim dogodkom, jih večina temelji na resničnih zgodovinskih dogodkih, kot so na primer Sedemletna vojna in Lizbonski potres leta 1755. Kakor njegovi sodobniki se je Voltaire ''spopadal'' s problemom zla. Prav tako pa se avtor, čeprav bolj neposredno in humorno norčuje iz vere, teologije, vlade, vojske in takratne filozofije skozi alegorije.

## Vsebina
Kandid je sestavljen iz trideset poglavij, ki jih lahko razdelimo na dve glavni temi: ena predstavlja t.i. El Dorado ali obljubljeno deželo; druga pa stari ''Evropski'' politični in družbeni sistem. Ti stališči sta podprti z motivom potovanja in prizadevanja za boljši jutri.  
Poglavja lahko združimo v tri povezane dele, ki so vezani na kraj dogajanja; poglavja I-X se odvijajo v Evropi, XI-XX v Ameriki, XXI-XXX pa v Otomanskem cesarstvu in v Evropi, kjer se potovanje in znjim zgodba konča.